# Pozycja na jeźdźca

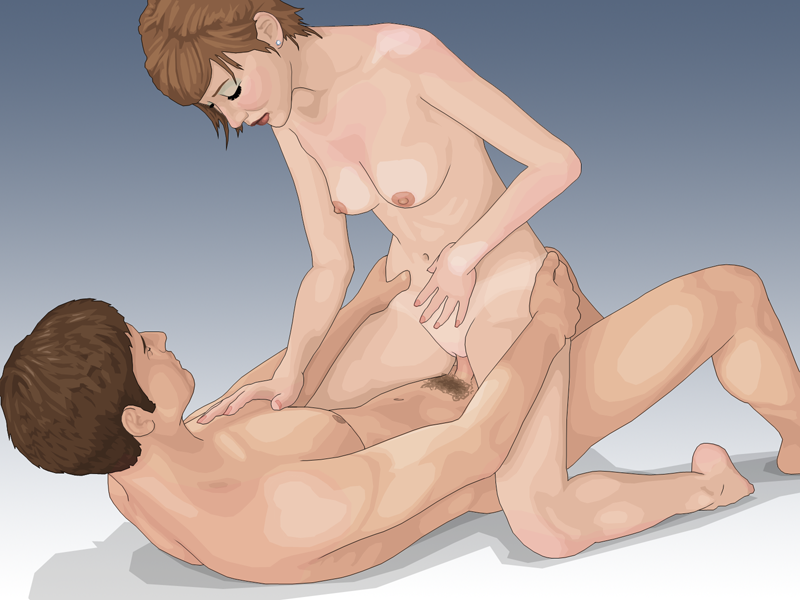

Pozycja na jeźdźca – pozycja seksualna, w której mężczyzna leży nieruchomo, zaś kobieta siedzi na nim i porusza biodrami w pionie lub poziomie w podobny sposób jak jeździec na koniu (stąd nazwa). Pozycja ta daje mężczyźnie widok na brzuch i piersi partnerki, a kobiecie możliwość pobudzania rękami sutków partnera.
Kobieta może również odwrócić się tyłem do partnera, wówczas jego członek dotyka jej punktu G i łechtaczki.
Pod względem popularności pozycja na jeźdźca ustępuje jedynie pozycji misjonarskiej.